# Oli de llavors de raïm

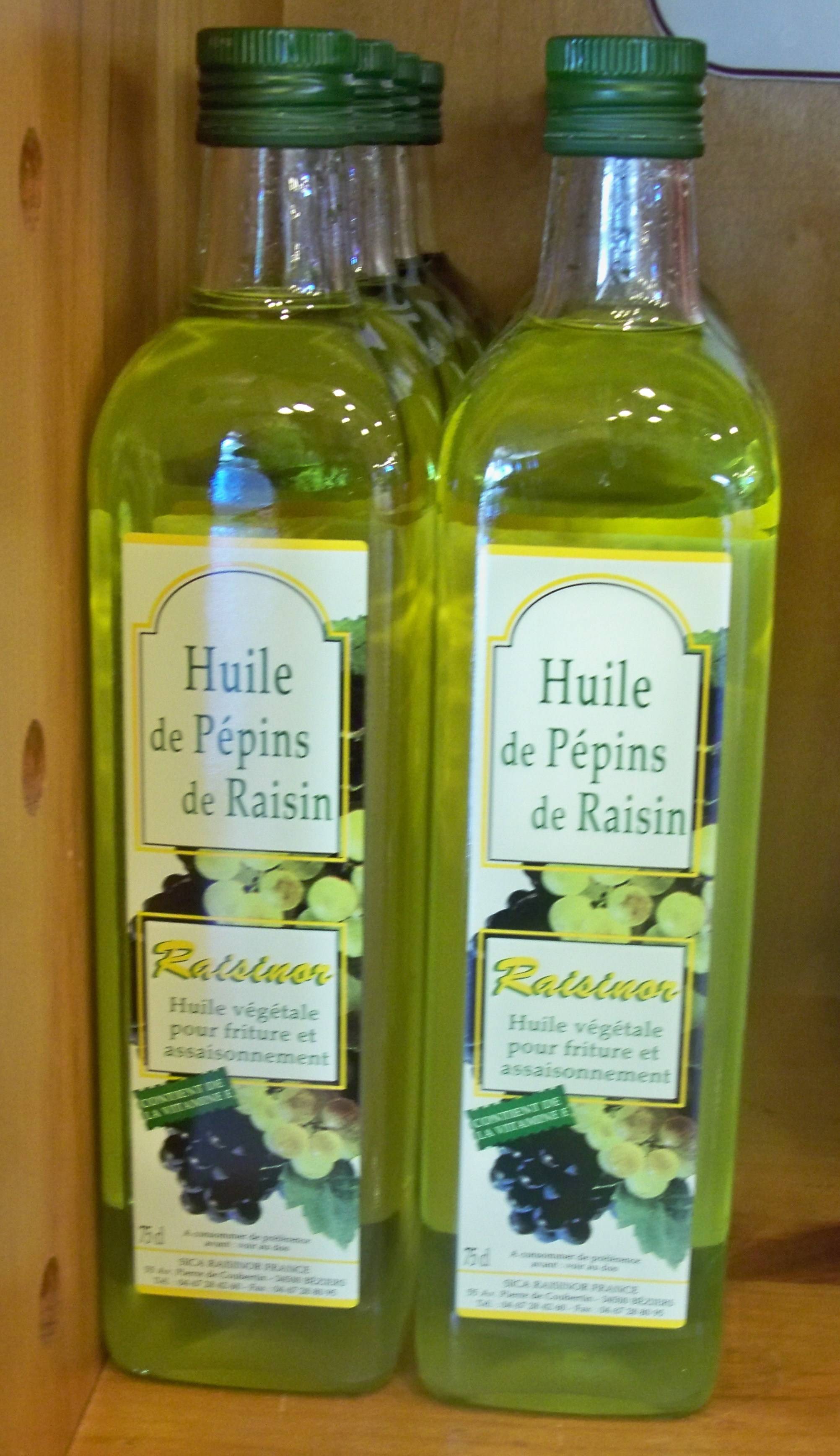
oli de llavors de raïm

L'oli de llavors de raïm és un oli vegetal que s'extreu de les llavors del raïm que és un abundant subproducte de la vinificació. Els seus àcids grassos principals són: linoleic, oleic, palmític, esteàric, linolènic i palmitoleic. L'energia que proporciona és similar a la dels altres olis: uns 3.700 kilojoules per 100 grams.

## Ús
És adequat per fregir, ja que la temperatura on comença a fumejar és alta 216 °C. Es conserva bé després d'haver-se refinat convenientment. Com que té un gust net i suau es fa servir també en amanides i en la preparació de certes margarines.
En cosmètica aquest tipus d'oli és un ingredient preferit pel control de la humitat de la pell i també es fa servir en aromateràpia.

### Beneficis mèdics potencials
Contenen diversos antioxidants. Però amb el procés d'extracció en fred no n'hi ha gaire quantitat i n'hi ha més en el vi negre. Un estudi de l'any 1993 informa que l'oli de llavors de raïm incrementa el colesterol “bo” ((HDL-C) i redueix el “dolent” (LDL).